# Trirhabda pubicollis
Trirhabda pubicollis är en skalbaggsart som beskrevs av Blake 1951. Trirhabda pubicollis ingår i släktet Trirhabda och familjen bladbaggar. Inga underarter finns listade i Catalogue of Life.